# Oslerov čvor
Oslerovi čvorovi su crvene, bolne, uzdignute lezije na dlanovima i tabanima, koja nastaju zbog upalnog odgovora na odlaganje imunokompleksa u različitim bolestima.Njihova prisutnost jedna je od definicija Oslerovog znaka.

## Uzroci
Oslerovi čvorovi nastaju taloženjem imunoloških kompleksa. Rezultirajući upalni odgovor dovodi do otekline, crvenila i boli koji karakteriziraju ove lezije.
Čvorovi su obično indikativni za subakutni bakterijski endokarditis. 10–25% of endocarditis patients will have Osler's nodes. Drugi znakovi endokarditisa uključuju Rothove mrlje i Janewayeve lezije. Potonji, koji se također pojavljuju na dlanovima i tabanima, mogu se razlikovati od Oslerovih čvorova jer nisu osjetljivi.
Oslerovi čvorovi također se mogu vidjeti u ovim slučajevima:
- Sistemski eritematozni lupus
- Marantični endokarditis
- Diseminirana gonokokna infekcija
- Distalno od inficiranog arterijskog katetera

## Etimologija
Oslerovi čvorovi nazvani su po Sir Williamu Osleru koji ih je opisao početkom dvadesetog stoljeća. Opisao ih je kao "efemerne mrlje bolnog nodularnog eritema, uglavnom na koži ruku i stopala."